# Slim Thug
Стэйв Джером Томас (родился 8 сентября 1980), более известный как Slim Thug, Boss Hogg и Sheffield Wednesday - американский рэпер. Стал широко известен благодаря синглу «Still Tippin'», записанному совместно с Mike Jones.

## Ранняя жизнь
В 17 лет он исполнял фристайл-рэп на местных школьных вечеринках. Он начал свою рэп-карьеру в Swishahouse в конце 1990-х. Поняв, сколько денег он может заработать на распространении своих собственных микстейпов, он расстался со Swishahouse на хороших условиях и основал свой собственный независимый лейбл Boss Hogg Outlawz. Томас купил два музыкальных магазина и работал в сфере недвижимости. Стейв учился в средней школе Эйзенхауэра.

## Музыкальная карьера

### Already Platinum(2005—2008)
Дебютный альбом Slim Thug. Во время работы над альбомом, Slim Thug был подписан на лэйблы Star Trak Entertainment и Interscope Records. Already Platinum был выпущен в июле 2005 года. Альбом занял 2 место в чартах Billboard 200, в первую неделю было продано 130,000 копий. Альбом включает в себя такие синглы, как «3 Kings» (совместно сT.I. и Bun B) и «I Ain’t Heard of That» (совместно с Pharrell и Bun B). Slim Thug ушёл с Star Trak и Interscope Records в 2008 году.

### Boss of All Bosses(2009)
Второй сольный альбом Slim Thug. Boss of All Bosses был выпущен в 2009 году. Альбом не стал таким же успешным, как предыдущий Already Platinum. Несмотря на это, Boss of All Bosses занял 15 место в чартах Billboard 200, в первую неделю было продано 32,000 копий. Альбом включает сингл «I Run».

### Tha Thug Show(2010-настоящее время)
Третий студийный альбом Slim Thug. Первым синглом стал «Gangsta» (совместно с Z-Ro). Второй сингл: «So High»(совместно с B.o.B). Альбом был выпущен 30 ноября 2010 года. 23 апреля 2013 Slim Thug выпустил EP «Welcome to Texas».

## Дискография
- 2005: Already Platinum
- 2009: Boss of All Bosses
- 2010: Tha Thug Show
- 2013: Boss Life
- 2015: Hogg Life : The Beginning
- 2015: Hogg Life, Vol. 2 : Still Surviving
- 2015: Hogg Life, Vol. 3: Hustler of the Year
- 2016: Hogg Life, Vol. 4: American King
- 2017: Welcome 2 Houston
- 2019: Suga Daddy Slim: On tha Prowl